# Росаріо Кастельянос
Роса́ріо Кастелья́нос Фіґероа (Rosario Castellanos Figueroa, Іспанська вимова: [roˈsaɾjo kasteˈʝanos]; 25 травня 1925, Мехіко, Мексика — 7 серпня 1974, Тель-Авів, Ізраїль) — мексиканська феміністська поетеса, та авторка. Разом із іншими представниками Покоління 1950 (поети, котрі писали після закінчення Другої світової, під впливом Сесара Вальєхо та інших) є однією із найвизначніших представників мексиканської літератури ХХ століття. Яскраво розкривала проблеми культурної та статевої дискримінації, її роботи вплинули на теорію фемінізму та культурологію. Хоча поетеса померла молодою, вона відкрила жінкам шлях до мексиканської літератури й лишила досі актуальний літературний спадок.

## Біографія
Народилася у місті Мехіко, зростала у Комітані біля батьківської ферми у південному федеральному окрузі Чіапас. Була неговіркою, переймалася тяжким становищем народу майя, представники якого працювали на фермі її родини. За власними словами, почала віддалятися від родини після того, як віщунка напророкувала смерть одному з двох дітей, а мати скрикнула: «Хоч би помер не хлопчик!».
Це надало їй сил для успіху в спорті й літературі. Фігероа, відома також як «залякувачка», була завзятою гравчинею у теніс та інколи в гольф. Багато її поезій містять згадки про гольф та теніс.
Матеріальний стан родини повністю змінився після того, як президент Ласаро Карденас ухвалив земельну реформу та політику звільнення селян, що позбавило родину більшості земельних наділів. У 15 років Фігероа із батьками переїжджає до Мехіко. За рік її батьки помирають, і їй доводиться влаштовувати життя самотужки.
Долучилася до кола мексиканської та центральноамериканської інтелігенції, багато читала, почала писати. Вивчала філософію та літературу в UNAM (Національний автономний університет Мексики), де згодом викладала, а також долучилася до Національного інституту корінних народів, де писала сценарії для лялькових вистав, котрі грали у бідних регіонах задля пропаганди грамоти. Цікаво, що інститут було засновано президентом Карденасом, котрий позбавив її родину землі. Також була авторкою щотижневої колонки у газеті Excélsior.
На додачу до літературної роботи, Кастельянос обіймала кілька державних посад. Як відзнаку за вклад у мексиканську літературу, 1971 року призначена посолкою до Ізраїлю.
7 серпня 1974 року Кастельянос померла у місті Тель-Авів від випадкового ураження електричним струмом від несправної настільної лампи. Згідно зі звітом, вона випадково торкнулася настільної лампи вдома у Герцлії. Її негайно було доставлено до Шпиталю Мейєр біля Кфар Саба, де за годину вона померла. Попереднє розслідування показало, що дроти лампи були неправильно або недостатньо ізольовані. Мексиканська письменниця Марта Серда, наприклад, писала журналістці Люсині Катман, «Я вважаю, що вона вчинила самогубство, бо від певного часу вона почувалася наче мертва». Втім, підтверджуючі факти відсутні.

## Робота й літературний вплив

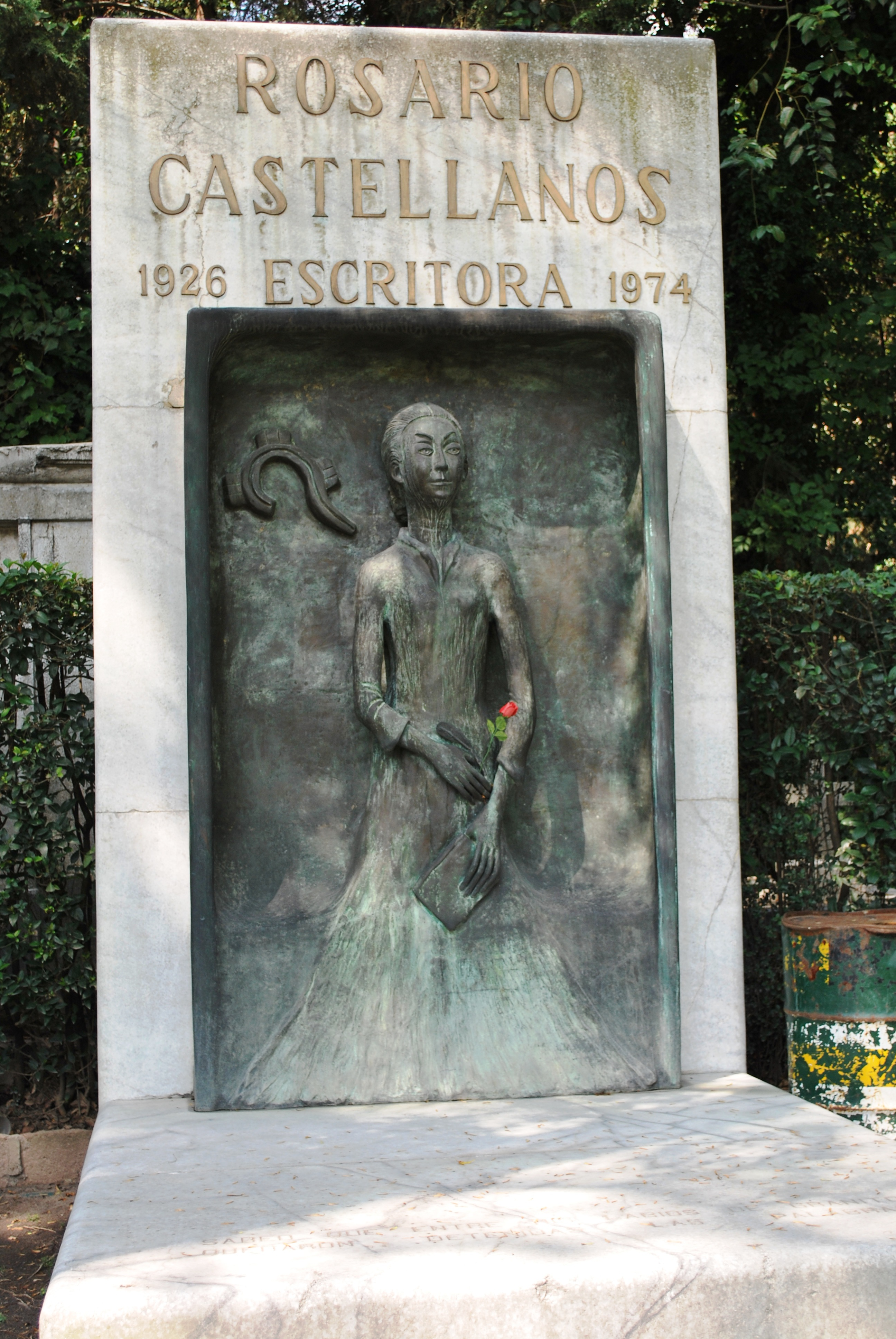
Надгробок на могилі Росаріо Кастельянос

Кастельянос захоплювалася такими письменницями, як Габріела Містраль, Емілі Дікінсон, Симона де Бовуар, Вірджинія Вулф, а також Сімона Вейль. Вірш Кастельяно «Валіум 10», складений у формі сповіді, і є визначним феміністичним твором, котрий порівнюють із «Татом» Сильвії Плат.
Парк у місті Мехіко, розташований у районі (Delegación) Куахімальпа де Морелос, названий на її честь.

## Вибрана бібліографія
- Balún-Canán Fondo de Cultura Economica, 1957; 2007, ISBN 9789681683030
- Poemas (1953—1955), Colección Metáfora, 1957
- Ciudad Real: Cuentos, 1960; Penguin Random House Grupo Editorial México, 2007, ISBN 9786071108654
- Oficio de tinieblas 1962; 2013, Grupo Planeta — México, ISBN 978-607-07-1659-1
- Álbum de familia (1971)
- Poesía no eres tú; Obra poética: 1948—1971 1972; Fondo de Cultura Economica, 2004, ISBN 9789681671174
- Mujer que sabe latín . . . 1973; Fondo de Cultura Economica, 2003, ISBN 9789681671167
- El eterno femenino: Farsa 1973; Fondo de Cultura Economica, 2012, ISBN 9786071610829
- Bella dama sin piedad y otros poemas, Fondo de Cultura Económica, 1984, ISBN 9789681617332
- Los convidados de agosto. Ediciones Era. 1964. ISBN 978-968-411-203-2.
- Declaración de fe Penguin Random House Grupo Editorial México, 2012, ISBN 9786071119339
- La muerte del tigre SEP, 198?
- Cartas a Ricardo (1994)
- Rito de iniciación 1996; 2012, Penguin Random House Grupo Editorial México, ISBN 978-607-11-1935-3
- Sobre cultura femenina. Fondo de Cultura Económica. 2005. ISBN 978-968-16-7465-6.

## Додаткові джерела
- Ahern, Maureen. Rosario Castellanos. Latin American Writers. 3 vols. Ed. Solé/Abreu. NY: Charles Scribner's Sons, 1989, III: 1295—1302.
- Rosario Castellanos Spanish American Woman Writers: A Bio-Bibliographical Source Book / Ed. Diane E. Marting. — Westport/London: Greenwood Press, 1990. — P. 140—155. (англ.)
- Anderson, Helene M. «Rosario Castellanos and the Structures of Power». Contemporary Women Authors of Latin America. Ed. Doris Meyer & Margarite Fernández Olmos. NY: Brooklyn College Humanities Institute Series, Brooklyn College, 1983. — P. 22–31. (англ.)
- Bellm, Dan A Woman Who Knew Latin // The Nation. — 26 June. 1989. — P. 891—893. (англ.)
- Brushwood, John S. The Spanish American Novel: A Twentieth Century Survey. — Austin, TX: University of Texas Press, 1975. — P. 237–238. (англ.)
- Castillo, Debra A. Talking Back: Toward a Latin American Feminist Literary Criticism. — Ithaca: Cornell University Press, 1992. (англ.)
- Juárez Torres, Francisco. La poesia indigenista en cuatro poetas latinoamericanos: Manuel González Prada, Gabriela Mistral, Pablo Neruda y Rosario Castellanos. Ann Arbor: UMI, 1990.
- Kintz, Linda. Title: The Subject's Tragedy: Political Poetics, Feminist Theory, and Drama. Ann Arbor: University of Michigan Press, 1992.
- Laín Corona, Guillermo. «Infancia y opresión en Balún Canán, de Rosario Castellanos. La niña como eje temático y estructural de la novela». Bulletin of Hispanic Studies, 88.7 (2011): 777—794.
- Medeiros-Lichem, María Teresa. «Rosario Castellanos: The Inclusion of Plural Languages and the Problematic of Class and Race in Texts Written by Women». In Reading the Femine Voice in Latin American Women's Fiction: From Teresa de la Parra to Elena Poniatowska and Luisa Valenzuela. New York/Bern: Peter Lang, 2002: 84–99.
- Melendez, Priscilla. «Genealogia y escritura en Balún-Canán de Rosario Castellanos» MLN 113.2 (March 1998) (Hispanic Issue): 339—363.
- Meyer, Doris. Reinterpreting the Spanish American Essay: Women Writers of the 19th and 20th Centuries. Austin: University of Texas Press, 1995.
- Schaefer, Claudia. Textured Lives: Women, Art, and Representation in Modern Mexico. Tucson: University of Arizona Press, 1992.
- Schwartz, Kessel. A New History of Spanish American Fiction. Vol. 2. Coralal Gables: University of Florida Press, 1971: 299—301.
- Turner, Harriet S. «Moving Selves: The Alchemy of Esmero (Gabriela Mistral, Gloria Riestra, Rosario Castellanos, and Gloria Fuertes)». In the Feminine Mode: Essays on Hispanic Women Writers. Eds, Noël Valis and Carol Maier. Lewisburg: Bucknell University press, 1990: 227—245.
- Ward, Thomas. La resistencia cultural: la nación en el ensayo de las Américas. Lima: Universidad Ricardo Palma, 2004: 269—275.